# 紅河ハニ族イ族自治州
紅河ハニ族イ族自治州（こうが-ハニぞく-イぞく-じちしゅう）は中華人民共和国雲南省に位置する自治州。自治州政府は蒙自市に所在する。

## 地理
雲南省東南部に位置し、南はベトナム、東は文山チワン族ミャオ族自治州、西は普洱市、北は曲靖市などと接する。州内を紅河（ソンコイ川）が東南に流れる。ハニ族、イ族の集住地であり、イスラムの回族も多い。

## 行政
自治州は1957年11月18日に成立した。4県級市・6県・3自治県を管轄する。
- 蒙自市 - 面積2228平方キロメートル、人口32万。（自治州人民政府所在地）
- 箇旧市 - 面積1597平方キロメートル、人口39万。
- 開遠市 - 面積2009平方キロメートル、人口26万。
- 弥勒市 - 面積4004平方キロメートル、人口49万。県人民政府は弥陽鎮に駐在。
- 建水県 - 面積3940平方キロメートル、人口49万。県人民政府は臨安鎮に駐在。
- 石屏県 - 面積3090平方キロメートル、人口29万。県人民政府は異龍鎮に駐在。
- 瀘西県 - 面積1674平方キロメートル、人口37万。県人民政府は中枢鎮に駐在。
- 元陽県 - 面積2292平方キロメートル、人口37万。県人民政府は南沙鎮に駐在。
- 紅河県 - 面積2034平方キロメートル、人口27万。県人民政府は迤薩鎮に駐在。
- 緑春県 - 面積3167平方キロメートル、人口20万。県人民政府は大興鎮に駐在。
- 金平ミャオ族ヤオ族タイ族自治県 - 面積3677平方キロメートル、人口31万。自治県人民政府は金河鎮に駐在。
- 河口ヤオ族自治県 - 面積1313平方キロメートル、人口8万。自治県人民政府は河口鎮に駐在。
- 屏辺ミャオ族自治県 - 面積1905平方キロメートル、人口15万。自治県人民政府は玉屏鎮に駐在。

| 紅河ハニ族イ族自治州の地図 |
| --- |
| 箇旧市 開遠市 蒙自市 弥勒市 緑春県 建水県 石屏県 瀘西県 元陽県 紅河県 金平ミャオ族ヤオ族 · タイ族自治県 屏辺ミャオ族 · 自治県 河口ヤオ族 · 自治県 |

### 年表
この節の出典

#### 蒙自専区
- 1949年10月1日 - 中華人民共和国雲南省蒙自専区が成立。蒙自県・箇旧県・開遠県・建水県・曲渓県・石屏県・金平県・屏辺県・元江県・竜武県・河口対汛督弁区が発足。(10県1対汛督弁区)
- 1950年1月27日 (12県1対汛督弁区)
  - 元江県・石屏県・建水県の各一部が合併し、紅河県が発足。
  - 建水県・箇旧県・蒙自県の各一部が合併し、新民県が発足。
- 1950年5月31日 - 河口対汛督弁区が市制施行し、河口市となる。(1市12県)
- 1951年1月10日 (1市10県1自治区)
  - 箇旧県・蒙自県の各一部が合併し、地級市の箇旧市となる。
  - 箇旧県の残部が蒙自県に編入。
  - 紅河県が自治区に移行し、紅河県アイニ族自治区となる。
- 1951年3月24日 - 新民県が元陽県に改称。(1市10県1自治区)
- 1951年12月8日 - 竜武県が設治区に移行し、竜武設治区となる。(1市9県1自治区1設治区)
- 1952年11月21日 - 竜武設治区が県制施行し、竜武県となる。(1市10県1自治区)
- 1953年11月28日 - 元陽県・金平県・紅河県アイニ族自治区が紅河ハニ族自治区に編入。(1市8県)
- 1954年6月12日 - 宜良専区弥勒イ族自治区を編入。(1市8県1自治区)
- 1954年7月20日 - 元江県が玉渓専区に編入。(1市7県1自治区)
- 1955年1月3日 (8県1自治県)
  - 河口市が県制施行し、河口県となる。
  - 弥勒イ族自治区が県制施行し、弥勒イ族自治県となる。
- 1957年9月6日 - 蒙自県・開遠県・建水県・石屏県・屏辺県・竜武県・曲渓県・河口県・弥勒イ族自治県が紅河ハニ族イ族自治州に編入。

#### 箇旧市
- 1951年1月10日 - 蒙自専区箇旧県・蒙自県の各一部が合併し、箇旧市が発足。(1市)
- 1958年9月16日 - 箇旧市が紅河ハニ族イ族自治州に編入。

#### 紅河ハニ族自治区
- 1953年11月28日 - 蒙自専区元陽県・金平県・紅河県アイニ族自治区を編入。紅河ハニ族自治区が成立。(3県)
  - 紅河県アイニ族自治区が県制施行し、紅河県となる。
- 1956年5月29日 - 紅河県・元陽県の各一部が思茅専区墨江県の一部と合併し、六村弁事処が発足。(3県1弁事処)
- 1957年9月6日 - 紅河県・金平県・元陽県・六村弁事処が紅河ハニ族イ族自治州に編入。

#### 紅河ハニ族イ族自治州
- 1957年9月6日 - 紅河ハニ族自治区(3県1弁事処)・蒙自専区(8県1自治県)が合併し、紅河ハニ族イ族自治州が発足。(12県1弁事処)
  - 弥勒イ族自治県が県に移行し、弥勒県となる。
- 1958年5月29日 - 六村弁事処および金平県・元陽県の各一部が合併し、緑春県が発足。(13県)
- 1958年9月16日 - 箇旧市を編入。箇旧市が県級市に降格。(1市13県)
- 1958年9月24日 (1市11県2自治県)
  - 屏辺県の一部が分立し、屏辺ミャオ族自治県が発足。
  - 河口県および屏辺県の残部が合併し、河口ヤオ族自治県が発足。
- 1958年10月20日 (1市9県2自治県)
  - 蒙自県および開遠県の一部が箇旧市に編入。
  - 開遠県の残部が文山チワン族ミャオ族自治州文山県に編入。
- 1960年2月16日 - 河口ヤオ族自治県・屏辺ミャオ族自治県が合併し、河口ヤオ族ミャオ族自治県が発足。(1市9県1自治県)
- 1960年9月13日 (1市7県1自治県)
  - 曲靖専区瀘西県が弥勒県に編入。
  - 竜武県が石屏県に編入。
  - 曲渓県が建水県に編入。
  - 文山チワン族ミャオ族自治州文山県の一部が箇旧市に編入。
- 1961年2月14日 - 箇旧市の一部が分立し、開遠県・蒙自県が発足。(1市9県1自治県)
- 1962年3月2日 - 河口ヤオ族ミャオ族自治県が分割され、河口ヤオ族自治県・屏辺ミャオ族自治県が発足。(1市9県2自治県)
- 1962年3月27日 - 弥勒県の一部が分立し、瀘西県が発足。(1市10県2自治県)
- 1981年1月18日 - 開遠県が市制施行し、開遠市となる。(2市9県2自治県)
- 1984年12月5日 - 紅河県の一部が玉渓地区元江ハニ族イ族タイ族自治県に編入。(2市9県2自治県)
- 1985年6月11日 - 金平県が自治県に移行し、金平ミャオ族ヤオ族タイ族自治県となる。(2市8県3自治県)
- 2010年9月10日 - 蒙自県が市制施行し、蒙自市となる。(3市7県3自治県)
- 2013年1月24日 - 弥勒県が市制施行し、弥勒市となる。(4市6県3自治県)

## 交通
ベトナムのソンコイ川の上流に当たる上、昆明と河口ヤオ族自治県の県政府所在地、河口鎮を結ぶ昆玉河線が州内を通過しており、ベトナムとの交通上、重要な地域である。河口鎮は川を隔ててベトナム北部の町ラオカイと隣接しており、ベトナムとの経済交流が活発に行われている。
G323国道とG326国道の2本の国道が交差する。

### 鉄道

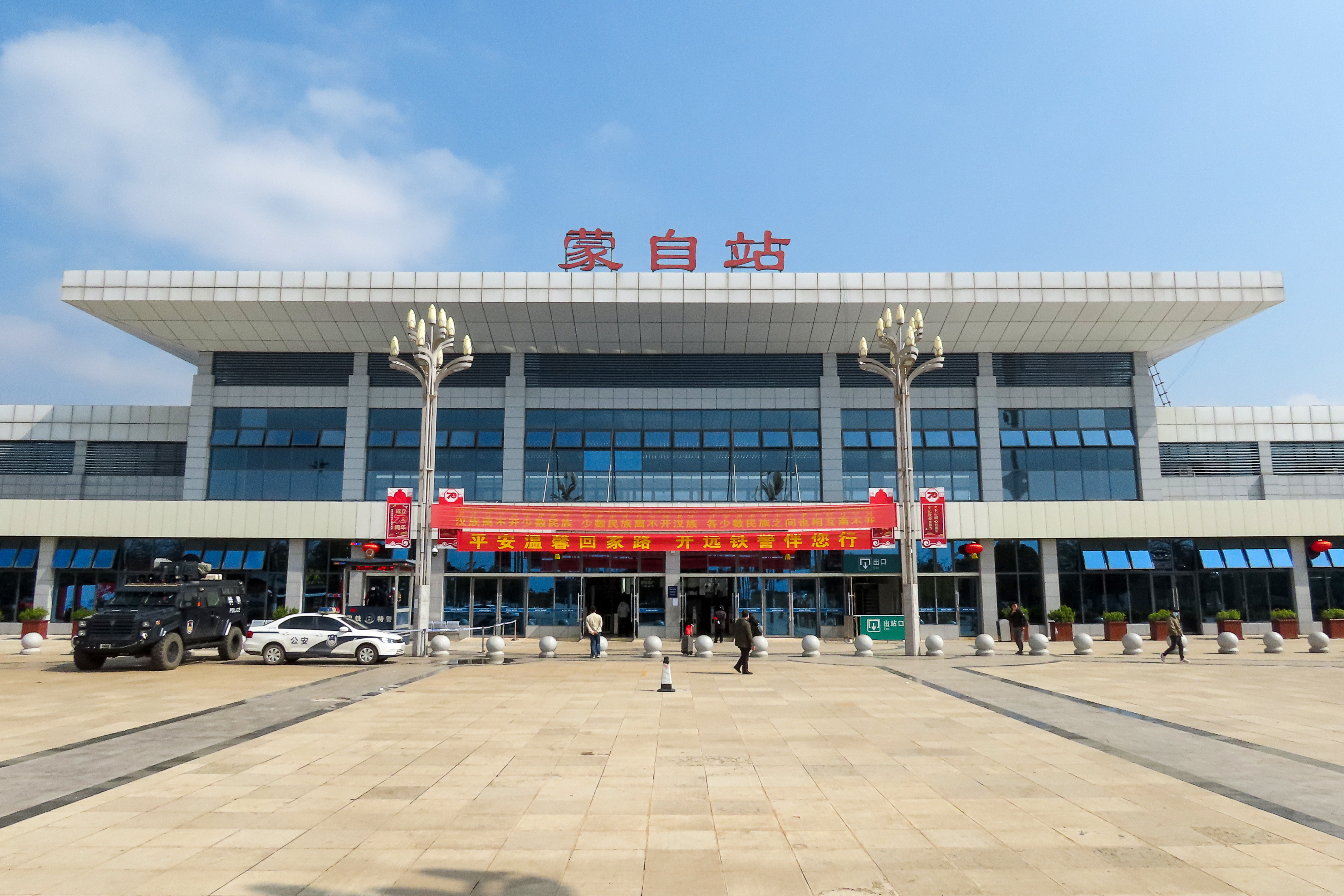
蒙自駅

- 中国国家鉄路集団
  - 南昆旅客専用線（弥勒市内）
  - 昆玉河線
  - 弥蒙線
- 紅河有軌電車（中国語版）

### 道路
- 高速道路
  - 広昆高速道路
  - 天猴高速道路
  - 開河高速道路
  - 硯文高速道路
  - S26 通建高速道路
  - S27 羊鶏高速道路
  - 瀘弥高速道路
- 国道
  - G323国道
  - G326国道

## 外部サイト
- 自治州公式サイト（中国語）